# Ragnar Pedersen
Ragnar Pedersen (25 de septiembre de 1942 – 16 de octubre de 2007) fue un ilustrador noruego, conocido por su seudónimo de "Joker", escritor de textos, editor y escritor de revistas. Era de Oslo y se estableció en Fredrikstad a partir de 1972. 
Fue dibujante de cómics del periódico Dagbladet durante muchos años, en la columna "Uka som gikk". Escribió e ilustró las tiras cómicas de Amøbene para el semanario Alle Menn a partir de 1966. Editó la revista de humor KOnK de 1966 a 1976.
Se realizó una exposición póstuma de sus obras  en Oslo en la Deichmanske bibliotek, Grünerløkka, en 2014.

## Otras lecturas
- Melhus, ed. (2009). Joker – Ragnar Joker Pedersens vitser, gåter, viser, amøber, oppfinnelser, KOnK, surrealistiske kåserier, revyer og andre latterlige påfunn.

- Datos: Q11996922